# اوزمال (مورگل)
اوزمال (به ترکی استانبولی: Özmal) یک منطقهٔ مسکونی در ترکیه است که در مورگل واقع شده‌است. اوزمال ۷۲ نفر جمعیت دارد.